# Wołczja

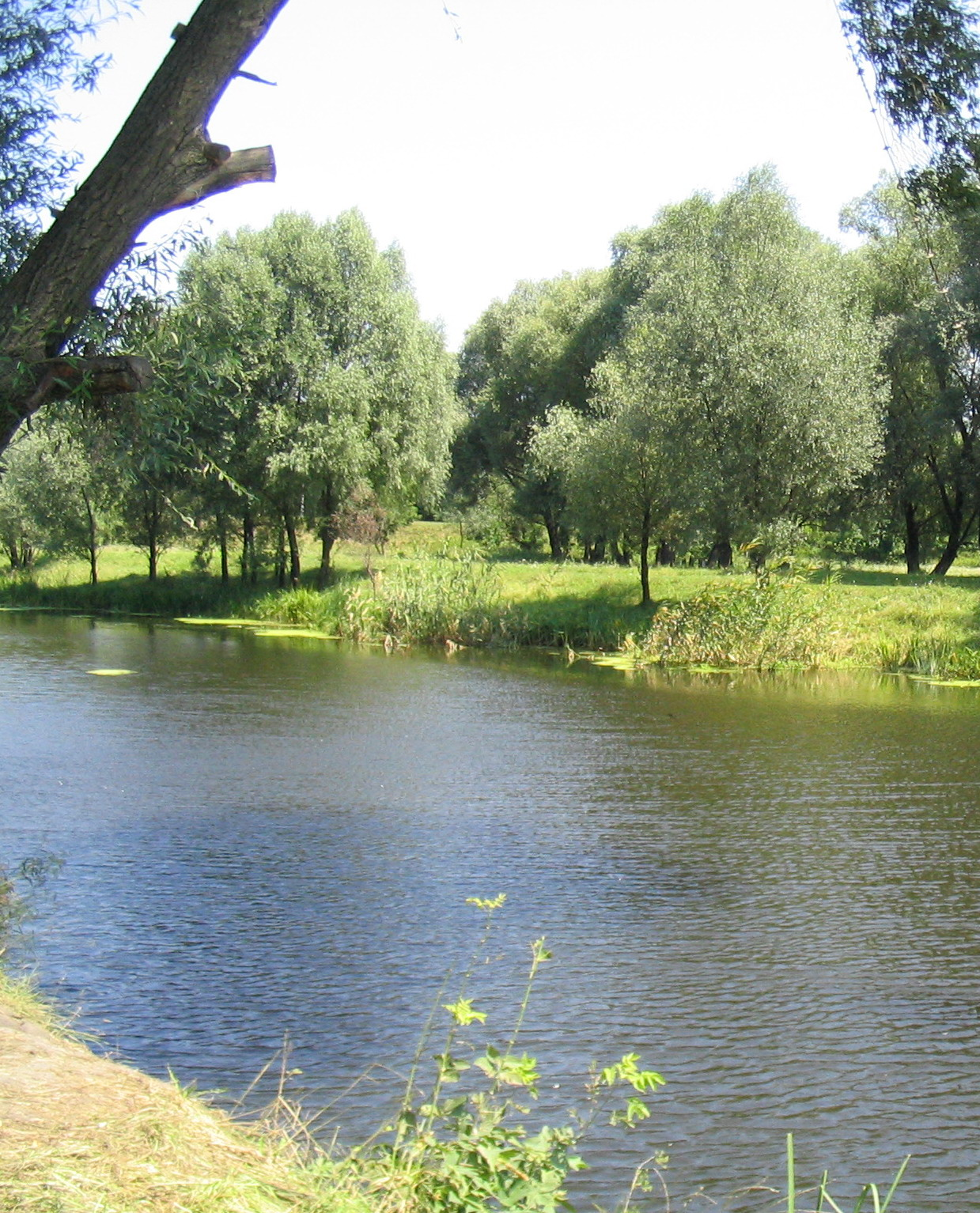
Wołczja

Wołczja – rzeka na Ukrainie w obwodzie charkowskim, lewy dopływ Dońca.
Długość rzeki wynosi 92 km, powierzchnia dorzecza 1340 km², nad rzeką leży miasto Wołczańsk. Najdłuższym dopływem jest rzeka Płotwa (35 km).